# 1885年逝世人物列表
1885年逝世人物列表：1月 - 2月 - 3月 - 4月 - 5月 - 6月 - 7月 - 8月 - 9月 - 10月 - 11月 - 12月
下面是1885年逝世的知名人士列表。

## 1月

### 1月11日
- 哥倫比亞總統馬里亞諾·奧斯皮納·羅德裡格斯

### 1月13日
- 斯凱勒·科爾法克斯，美國第17任副總統

### 1月26日
- 查理斯·戈登，英國將軍（在戰鬥中陣亡）

## 2月

### 2月1日
- 西德尼·吉爾克裡斯特·湯瑪斯，英國發明家

### 2月7日
- 岩崎彌太郎，日本實業家，三菱創始人

### 2月8日
- 尼古拉·謝韋爾佐夫，俄羅斯探險家、博物學家

### 2月19日
- 何塞·瑪麗亞·皮內多，阿根廷海軍司令

## 3月

### 3月12日
- 哥斯大黎加總統 Próspero Fernández Oreamuno

### 3月13日
- 喬治·米特羅維奇，馬爾他政治家[1]

### 3月22日
- 哈裡·史密斯·帕克斯爵士，英國外交官

## 4月

### 4月2日
- 胡斯托·魯菲諾·巴里奧斯，中美洲領導人

### 4月6日
- 愛德華·沃格爾·馮·法爾肯斯坦，普魯士將軍

### 4月25日
- 夏威夷女王艾瑪

## 5月

### 5月2日
- 特雷齊亞·扎庫奇，匈牙利斯洛維尼亞作家

### 5月4日
- 欧文·麦克道尔，美國將軍

### 5月17日
- 喬納森·楊，美國海軍準將

### 5月19日
- 羅伯特·埃米特·奧德魯姆，美國游泳教練（因成為第一個從布魯克林大橋跳下的人而去世）

### 5月20日
- 弗雷德里克·西奧多·弗雷林赫森，美國第29任國務卿

### 5月22日
- 维克多·雨果，法國作家[2]

## 6月

### 6月11日
- 阿梅代·庫爾貝，法國海軍上將

### 6月17日
- 埃德溫·弗賴赫爾·馮·曼特菲爾，德國陸軍元帥

### 6月22日
- 穆罕默德·艾哈迈德，蘇丹人馬赫迪

## 7月

### 7月21日
- 卡羅琳娜·索班斯卡，波蘭貴族，特工

### 7月23日
- 尤利西斯·格兰特，63歲，美國內戰將軍，美國第18任總統

## 8月

### 日期不詳
- 阿迦汗二世，伊朗宗教領袖

### 8月6日
- 埃米爾·齊格蒙迪，奧地利登山家

### 8月10日
- 詹姆斯·W·馬歇爾（James W. Marshall），美國承包商，薩特磨坊的建造者

### 8月29日
- 莫裡茲·盧達西，匈牙利記者

## 9月

### 9月2日
- 朱塞佩·博納維亞，馬爾他建築師

### 9月5日
- 左宗棠，中國將軍和政治家

### 9月6日
- 納西斯·蒙圖里奧爾，加泰羅尼亞知識份子、藝術家和工程師，第一艘內燃機驅動的潛艇的發明者，該潛艇由早期的獨立於空氣的推進形式推進

### 9月15日
- 卡爾·施皮茨韋格，德國浪漫主義畫家

## 10月

### 10月1日
- 安東尼·阿什利·庫珀，第七代沙夫茨伯里伯爵，英國政治家和慈善家

### 10月3日
- 馬扎爾·納諾塔維，印度自由鬥爭活動家和 Mazahir Uloom 的創始人

### 10月5日
- 托馬斯·杜蘭特，美國鐵路金融家

### 10月29日
- 乔治·B·麦克莱伦，美國內戰將軍，政治家
- 胡安·包蒂斯塔·托佩特，西班牙海軍上將和政治家

## 11月

### 11月8日
- 約翰·麥卡洛，愛爾蘭裔美國演員

### 11月16日
- 路易·里尔，加拿大裔美國領袖（被處決）

### 11月24日
- 尼古拉斯·阿韋拉內達，阿根廷總統

### 11月25日
- 西班牙國王阿方索十二世
- 湯瑪斯·亨德里克斯，美國第21任副總統

### 11月26日
- 托马斯·安德鲁斯，愛爾蘭化學家

## 12月

### 12月8日
- 威廉·亨利·范德比爾特，美國企業家

### 12月13日
- 本傑明·格拉茨·布朗，美國政治家

### 12月15日
- 费尔南多二世，瑪麗亞二世女王的配偶

## 日期不詳
- 尤金妮亞·基西莫娃，保加利亞女權主義者、慈善家和女權活動家